# ミラー郡 (ジョージア州)
ミラー郡（Miller County）は、アメリカ合衆国ジョージア州に位置する郡である。人口は6,125人（2010年）。郡庁所在地はコルキットである。

## 地理
アメリカ合衆国統計局によると、この郡は総面積735 km2 (284 mi2) である。このうち733 km2 (283 mi2) が陸地で2 km2 (1 mi2) が水地域である。総面積の0.24%が水地域となっている。

## 人口動勢
2000年現在の国勢調査で、この郡は人口6,383人、2,487世帯、及び1,765家族が暮らしている。人口密度は9/km2 (23/mi2) である。4/km2 (10/mi2) の平均的な密度に2,770軒の住宅が建っている。この郡の人種的な構成は白人70.26%、アフリカン・アメリカン28.90%、先住民0.17%、アジア0.05%、太平洋諸島系0.08%、その他の人種0.20%、及び混血0.33%である。ここの人口の0.69%はヒスパニックまたはラテン系である。
この郡内の住民は26.30%が18歳未満の未成年、18歳以上24歳以下が7.00%、25歳以上44歳以下が26.20%、45歳以上64歳以下が23.40%、及び65歳以上が17.10%にわたっている。中央値年齢は38歳である。女性100人ごとに対して男性は89.10人である。18歳以上の女性100人ごとに対して男性は83.90人である。
この郡内の世帯ごとの平均的な収入は27,335米ドルであり、家族ごとの平均的な収入は31,866米ドルである。男性は25,995米ドルに対して女性は20,886米ドルの平均的な収入がある。この郡の一人当たりの収入 (per capita income) は15,435米ドルである。人口の21.20%及び家族の16.90%は貧困線以下である。全人口のうち18歳未満の28.70%及び65歳以上の21.10%は貧困線以下の生活を送っている。

## 都市及び町
- Colquitt